# Будинок Маюрова
Буди́нок Маю́рова, відомий також як Круглий дім — будівля в Одесі. Розташований в центрі Грецької площі, розділяючи її на дві частини — круглу (раніше там розташовувався водопій) і Грецький базар.

## Історія
Будівля була збудована полковником О. І. Маюровим, який служив чиновником з особливих поручень при Новоросійському генерал-губернаторові. Дозвіл на розбудову видав князь Михайло Воронцов 4 січня 1841 року. Будинок спорудили в 1840-их роках за проектом архітектора Івана Даллакви. У 1894 році будинок пережив реконструкцію, яку проводив архітектор І. Ф. Яценко.

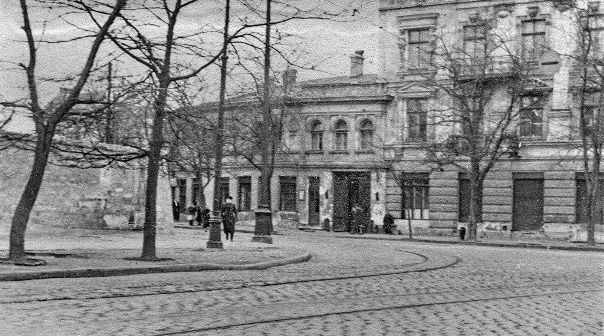
Вигляд Грецької площі до зруйнування Дому Маюрова

У 1920-ті роки управляючим «круглим домом» був колишній каторжанин, творець і керівник Музею історії партії Сергій Мартиновський, на честь якого тоді й була названа вся площа. 1996-го року будинок зруйнували і відбудували із суттєвими змінами — всередині двору вбудована 7-поверхова споруда, збережений лише вигляд фасаду. Наразі біля новозбудованої споруди розташований торговельний центр «Афіна».

### Роль будинку під час протистоянь 2 травня 2014
Під час протистоянь 2 травня 2014 року частина Грецької площі та вул. Грецької, прилеглої до дому Маюрова став центром масових заворушень. Велика група проросійських активістів опинилися заблокована у Будинку Маюрова, з даху якого особа із георгіївською стрічкою проводила прицільний вогонь із пістолета по проукраїнських активістах, які на той час зайняли всю Грецьку площу.